# Poederzakdrager
De poederzakdrager (Narycia duplicella) is een vlinder uit de familie zakjesdragers (Psychidae). De wetenschappelijke naam van deze soort is voor het eerst geldig gepubliceerd in 1783 door Goeze.
De spanwijdte is 9 tot 12 millimeter bij het mannetje, 7 tot 10 millimeter bij het vrouwtje. De rupsen leven in zakjes op boomstammen en eten van de algen. 
De soort komt voor in Europa.